# حميد رشيد
حميد رشيد (من مواليد 8 يناير 1963) هو مدافع كرة قدم عراقي سابق لعب لمنتخب العراق في دورة الألعاب العربية 1985 وكأس الأمم العربية 1985. لعب للمنتخب الوطني بين عامي 1985 و1988.